# Доротея Сусанна Пфальцька
Доротея Сусанна Пфальцька (нім. Dorothea Susanne von der Pfalz, 15 листопада 1544 — 8 квітня 1592) — пфальцька принцеса з династії Віттельсбахів, донька курфюрста Пфальцу Фрідріха III та принцеси Марії Бранденбург-Кульмбаської, дружина герцога Саксен-Веймару Йоганна Вільгельма.

## Біографія
Народилась 15 листопада 1544 року у Зіммерні. Була шостою дитиною та третьою донькою в родині Фрідріха Пфальц-Зіммернського та його першої дружини Марії Бранденбург-Кульмбаської. Мала старших братів Людвіга, Германа Людвіга та Йоганна Казимира й сестер Альберту та Єлизавету. Згодом сімейство поповнилося п'ятьма молодшими дітьми, з яких троє досягли дорослого віку. Зіммерном в той час правив їхній дід Йоганн II.
Батько отримав добру освіту, був ветераном війни з турками, однак родина перебувала у скрутних умовах й вела бідне та замкнуте життя. Становище покращилося, коли у 1557 році Фрідріх успадкував Зіммернське пфальцграфство, а у 1559 — став курфюрстом Пфальцу.
У 15 років Доротею Сусанну видали заміж за 30-річного саксонського герцога Йоганна Вільгельма. Весілля відбулося 15 червня 1560 року у Гайдельберзі. Наречений керував землями разом зі своїми братами. У 1565 році після переділу територій він отримав Саксен-Веймар.
Мешкала родина, в основному, у Веймарі. У подружжя народилося п'ятеро дітей.
Доротея Сусанна втратила чоловіка у березні 1573 року. Після його смерті мешкала у так званому Новому Домі за межами Веймару. Згодом жила у збудованому для неї вже у Веймарі Червоному Замку.
У 1581 році клопоталася про укладення шлюбу старшого сина із вюртемберзькою принцесою.
Померла 8 квітня 1592 року. Була похована у міській церкві Веймару. Частково зберіглася епітафія герцогині, в якій вона називається «вірною покровителькою церкви та шкіл».

## Родина

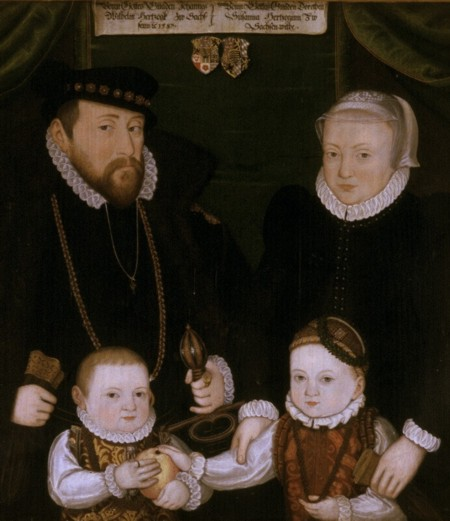
Портрет Доротеї Сусанни із чоловіком та старшими дітьми, 1565

Чоловік — Йоганн Вільгельм (герцог Саксен-Веймару)
Діти:
- Фрідріх Вільгельм (1562—1602) — герцог Саксен-Веймару з 1573 року, в першому шлюбі з Софією Вюртемберзькою,в другому шлюбі з  Анною Марією Пфальц Нойбурзькою, мав дванадцятеро дітей;
- Сибілла Марія (1563—1569) — прожила 5 років;
- Йоганн (1570—1605) — герцог Саксен-Веймару у 1602—1605 роках, був одруженим із Доротеєю Марією Ангальтською, мав дванадцятеро дітей;
- Марія (1571—1610) — настоятелька Кведлінбурзького монастиря з 1601 року.